# Zachobiella pallida
Zachobiella pallida är en insektsart som beskrevs av Banks 1939. Zachobiella pallida ingår i släktet Zachobiella och familjen florsländor. Inga underarter finns listade i Catalogue of Life.